# Onthophagus parisii
Onthophagus parisii är en skalbaggsart som beskrevs av Vladimir Balthasar 1941. Onthophagus parisii ingår i släktet Onthophagus och familjen bladhorningar. Inga underarter finns listade i Catalogue of Life.